# گوشالی
گوشالی (به انگلیسی: Goshali) یک منطقهٔ مسکونی در پاکستان است که در خیبر پختونخوا واقع شده‌است.